# WTA Finals 2019

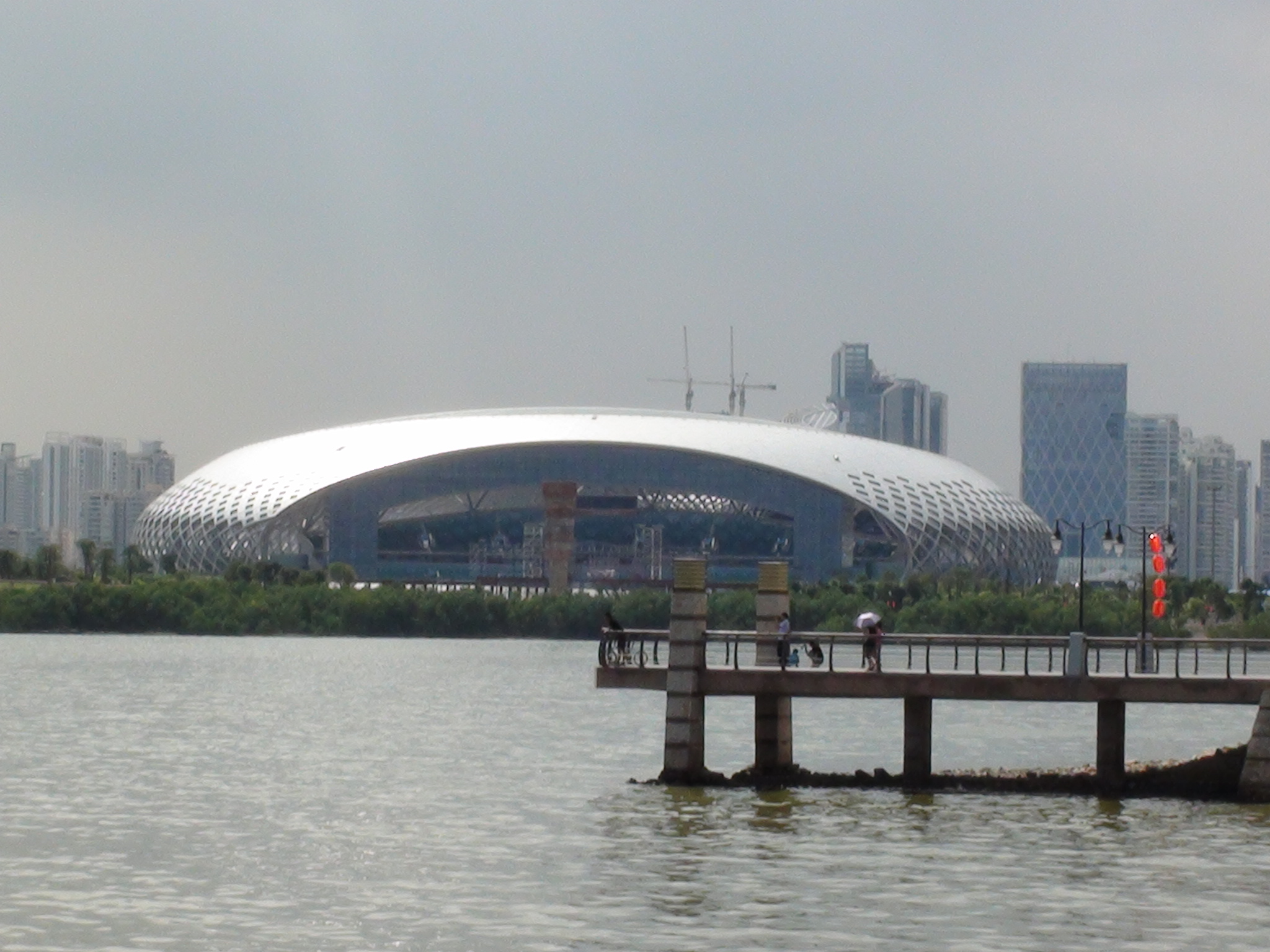
Shenzhen Bay Sports Center, China

Las Finales de la WTA de 2019 fue un torneo femenino de tenis que se disputó en Shenzhen, China. Fue la 49.ª edición de la competición en individuales y de la 44.ª edición de la competición en dobles. El torneo se celebró en el Shenzhen Bay Sports Centre y participaron las ocho mejores jugadoras de la temporada en el cuadro de individuales y las ocho mejores parejas en el cuadro de dobles. Es el mayor de los dos campeonatos de fin de temporada de la WTA Tour 2019.

## Torneo
Las Finales de la WTA 2019 tuvo lugar en el Shenzhen Bay Sports Center, y fue la 49.ª edición del evento. El torneo se llevó a cabo por las Asociación de Tenis de Mujeres (WTA), como parte de la WTA Tour 2019.

### Formato
El evento contó con las ocho mejores jugadoras en individuales el evento consiste en un todos contra todos, divididos en dos grupos de cuatro. Durante los primeros cuatro días de competición, cada jugadora se enfrenta con las otras tres jugadoras en su grupo, las dos primeras de cada grupo avanzan a las semifinales. La jugadora que se haya clasificado la primera en su grupo se enfrenta con la jugadora que se clasifique de segunda en el otro grupo, y viceversa. Las ganadoras de cada semifinal se enfrentan en la final por el campeonato.

#### Desempate en el round-robin
Las posiciones finales en cada grupo, desde la primera hasta la última, quedarán establecidas sobre la base de la siguiente jerarquía de reglas:
1. Mayor número de victorias.
2. Mayor número de partidos jugados.
3. Si 2 jugadoras están empatadas, quedará por delante la vencedora del encuentro disputado entre ambas.
4. Si 3 jugadoras están empatadas:

a) Mayor número de partidos jugados.
b) Mayor porcentaje de sets ganados.
c) Mayor porcentaje de juegos ganados.
Si en aplicación de uno de esos 3 criterios (a, b, c) una de las jugadoras desempatase, se volvería al punto 3 para deshacer el empate entre las 2 restantes.

## Carrera al campeonato

### Individuales
- Ranking actualizado al 27 de octubre del 2019.
- Aquellas jugadoras en oro están clasificadas.
- Aquellas jugadoras en marrón han renunciado a jugar este torneo.

| Rank                         | Tenista           | Torneos de Grand Slam | Torneos de Grand Slam | Torneos de Grand Slam | Torneos de Grand Slam | Premier Mandatory | Premier Mandatory | Premier Mandatory | Premier Mandatory | Mejores Premier 5 | Mejores Premier 5 | Otras mejores actuacciones | Otras mejores actuacciones | Otras mejores actuacciones | Otras mejores actuacciones | Otras mejores actuacciones | Otras mejores actuacciones | Puntos totales | Eventos | Títulos |
| ---------------------------- | ----------------- | --------------------- | --------------------- | --------------------- | --------------------- | ----------------- | ----------------- | ----------------- | ----------------- | ----------------- | ----------------- | -------------------------- | -------------------------- | -------------------------- | -------------------------- | -------------------------- | -------------------------- | -------------- | ------- | ------- |
| Rank                         | Tenista           | AUS                   | FRA                   | WIM                   | USO                   | INW               | MIA               | MAD               | BEI               | 1                 | 2                 | 1                          | 2                          | 3                          | 4                          | 5                          | 6                          | Puntos totales | Eventos | Títulos |
| 1                            | Ashleigh Barty    | QF 430                | W 2000                | R16 240               | R16 240               | R16 120           | W 1000            | QF 215            | F 650             | SF 350            | SF 350            | W 470                      | F 305                      | R16 105                    | R32 1                      |                            |                            | 6476           | 14      | 3       |
| 2                            | Karolína Plíšková | SF 780                | R32 130               | R16 240               | R16 240               | QF 215            | F 650             | R32 65            | R64 10            | W 900             | QF 190            | W 470                      | W 470                      | W 470                      | QF 190                     | QF 190                     | R16 105                    | 5315           | 18      | 4       |
| 3                            | Naomi Osaka       | W 2000                | R32 130               | R128 10               | R16 240               | R16 120           | R32 65            | QF 215            | W 1000            | QF 190            | QF 190            | W 470                      | QF 190                     | SF 185                     | SF 185                     | R16 55                     | R32 1                      | 5246           | 16      | 3       |
| 4                            | Simona Halep      | R16 240               | QF 430                | W 2000                | R64 70                | R16 120           | SF 390            | F 650             | R32 65            | QF 190            | QF 190            | F 305                      | R16 105                    | R16 105                    | QF 100                     | R32 1                      | R16 1                      | 4962           | 16      | 1       |
| 5                            | Bianca Andreescu  | R64 110               | R64 70                | A 0                   | W 2000                | W 1000            | R16 120           | A 0               | QF 215            | W 900             |                   | F 198                      | W 160                      | SF 110                     | W 50                       | QF 9                       |                            | 4942           | 12      | 3       |
| 6                            | Petra Kvitová     | F 1300                | A 0                   | R16 240               | R64 70                | R64 10            | QF 215            | QF 215            | QF 215            | F 585             | SF 350            | W 470                      | W 470                      | R16 105                    | QF 100                     | R16 55                     | R32 1                      | 4401           | 16      | 2       |
| 7                            | Belinda Bencic    | R32 130               | R32 130               | R32 130               | SF 780                | SF 390            | R64 10            | SF 390            | R16 120           | W 900             | R16 105           | W 470                      | F 180                      | W 115                      | SF 110                     | QF 100                     | R32 60                     | 4120           | 24      | 2       |
| 8                            | Elina Svitolina   | QF 430                | R32 130               | SF 780                | SF 780                | SF 390            | R64 10            | R64 10            | QF 215            | SF 350            | QF 190            | QF 190                     | SF 185                     | R16 105                    | QF 100                     | QF 100                     | R16 30                     | 3995           | 21      | 0       |
| Suplentes / WTA Elite Trophy |                   |                       |                       |                       |                       |                   |                   |                   |                   |                   |                   |                            |                            |                            |                            |                            |                            |                |         |         |
| 9                            | Serena Williams   | QF 430                | R32 130               | F 1300                | F 1300                | R32 65            | R32 65            | A 0               | A 0               | F 585             | R32 60            |                            |                            |                            |                            |                            |                            | 3935           | 8       | 0       |
| 10                           | Kiki Bertens      | R64 70                | R64 70                | R32 130               | R32 130               | R16 120           | R16 120           | W 1000            | SF 390            | SF 350            | R16 105           | W 470                      | SF 185                     | SF 185                     | SF 185                     | F 180                      | F 180                      | 3870           | 25      | 2       |
| 11                           | Johanna Konta     | R64 70                | SF 780                | QF 430                | QF 430                | R32 65            | R64 35            | R32 65            | A 0               | F 585             | R64 1             | F 180                      | QF 60                      | R16 55                     | R16 55                     | R16 55                     | Q2 13                      | 2879           | 16      | 0       |
| 12                           | Sofia Kenin       | R64 70                | R16 240               | R64 70                | R32 130               | R64 35            | R64 10            | R64 10            | R16 120           | SF 350            | SF 350            | W 280                      | W 280                      | W 280                      | F 180                      | R16 105                    | R16 105                    | 2615           | 23      | 3       |
| Fuente:                      |                   |                       |                       |                       |                       |                   |                   |                   |                   |                   |                   |                            |                            |                            |                            |                            |                            |                |         |         |

### Dobles
Ranking actualizado al 21 de octubre del 2019.
- Aquellas parejas en azul se encuentran disputando el torneo de
- Aquellas parejas en oro están clasificados.

| Rank.         | Equipo                                | Puntos | Puntos | Puntos | Puntos | Puntos  | Puntos  | Puntos  | Puntos  | Puntos  | Puntos  | Puntos  | Puntos totales | Torneos |
| Rank.         | Equipo                                | 1      | 2      | 3      | 4      | 5       | 6       | 7       | 8       | 9       | 10      | 11      | Puntos totales | Torneos |
| ------------- | ------------------------------------- | ------ | ------ | ------ | ------ | ------- | ------- | ------- | ------- | ------- | ------- | ------- | -------------- | ------- |
| 1             | Elise Mertens Aryna Sabalenka         | G 2000 | G 1000 | G 1000 | SF 780 | F 585   | CF 430  | R16 240 | R16 10  | R32 10  | R16 1   | R16 1   | 6057           | 11      |
| 2             | Su-Wei Hsieh Barbora Strýcová         | G 2000 | G 1000 | G 900  | G 470  | R16 240 | R16 240 | CF 215  | CF 190  | R16 120 | R16 105 | R16 10  | 5490           | 13      |
| 3             | Tímea Babos Kristina Mladenovic       | G 2000 | F 1300 | SF 780 | CF 430 | G 280   | CF 215  | R32 10  | R32 10  | R16 1   |         |         | 5211           | 10      |
| 4             | Gabriela Dabrowski Yifan Xu           | F 1300 | F 650  | CF 430 | CF 430 | SF 390  | SF 350  | G 280   | CF 215  | CF 215  | CF 190  | SF 185  | 4635           | 21      |
| 5             | Hao-Ching Chan Yung-Jan Chan          | G 470  | G 470  | G 470  | CF 430 | SF 390  | SF 390  | SF 350  | SF 350  | F 305   | G 280   | R16 240 | 4145           | 20      |
| 6             | Barbora Krejčíková Kateřina Siniaková | G 900  | SF 780 | F 650  | CF 430 | SF 350  | CF 215  | CF 190  | SF 185  | SF 110  | R64 10  | R32 10  | 4000           | 11      |
| 7             | Samantha Stosur Shuai Zhang           | G 2000 | F 650  | CF 430 | CF 215 | CF 190  | R32 130 | R16 120 | R16 105 | CF 60   | R64 10  | R32 10  | 3920           | 13      |
| 8             | Anna-Lena Grönefeld Demi Schuurs      | F 585  | F 585  | F 585  | CF 430 | SF 350  | F 305   | F 305   | CF 215  | CF 215  | CF 190  | R32 130 | 3895           | 15      |
| ↓ Suplentes ↓ |                                       |        |        |        |        |         |         |         |         |         |         |         |                |         |
| 9             | Victoria Azarenka Ashleigh Barty      | F 1300 | G 900  | SF 390 | SF 350 | R16 240 | R16 130 | R16 120 | R32 10  |         |         |         | 3440           | 8       |
| 10            | Nicole Melichar Květa Peschke         | G 470  | G 470  | G 470  | CF 430 | CF 430  | R16 240 | CF 215  | CF 190  | CF 190  | F 180   | R32 130 | 3415           | 25      |

## Resumen del torneo a diario

### Día 1 (27 de octubre)
| Individual - round robin | Naomi Osaka [3]                               | Petra Kvitová [6]                   | 7-6(7-1), 4-6, 6-4 |
| Individual - round robin | Ashleigh Barty [1]                            | Belinda Bencic [7]                  | 5-7, 6-1, 6-2      |
| Dobles - round robin     | Su-Wei Hsieh [2] Barbora Strýcová [2]         | Samantha Stosur [7] Shuai Zhang [7] | 6-4, 4-6, [10-5]   |
| Dobles - round robin     | Barbora Krejčíková [6] Kateřina Siniaková [6] | Gabriela Dabrowski [4] Yifan Xu [4] | 6-4, 6-2           |

### Día 2 (28 de octubre)
| Dobles - round robin     | Tímea Babos [3] Kristina Mladenovic [3]  | Hao-Ching Chan [5] Yung-Jan Chan [5]  | 6-2, 5-7, [10-6]   |
| Individual - round robin | Elina Svitolina [8]                      | Karolína Plíšková [2]                 | 7-6(14-12), 6-4    |
| Individual - round robin | Simona Halep [5]                         | Bianca Andreescu [4]                  | 3-6, 7-6(8-6), 6-3 |
| Dobles - round robin     | Anna-Lena Grönefeld [8] Demi Schuurs [8] | Elise Mertens [1] Aryna Sabalenka [1] | 7-5, 1-6, [10-7]   |

### Día 3 (29 de octubre)
| Dobles - round robin     | Samantha Stosur [7] Shuai Zhang [7]   | Gabriela Dabrowski [4] Yifan Xu [4]           | 4-6, 6-4, [10-5] |
| Individual - round robin | Kiki Bertens [Alt]                    | Ashleigh Barty [1]                            | 3-6, 6-3, 6-4    |
| Individual - round robin | Belinda Bencic [7]                    | Petra Kvitová [6]                             | 6-3, 1-6, 6-4    |
| Dobles - round robin     | Su-Wei Hsieh [2] Barbora Strýcová [2] | Barbora Krejčíková [6] Kateřina Siniaková [6] | 6-2, 1-6, [10-5] |

### Día 4 (30 de octubre)
| Dobles - round robin     | Elise Mertens [1] Aryna Sabalenka [1]   | Hao-Ching Chan [5] Yung-Jan Chan [5]     | 7-6(7-5), 6-4 |
| Individual - round robin | Elina Svitolina [8]                     | Simona Halep [5]                         | 7-5, 6-3      |
| Individual - round robin | Karolína Plíšková [2]                   | Bianca Andreescu [4]                     | 6-3, ret      |
| Dobles - round robin     | Tímea Babos [3] Kristina Mladenovic [3] | Anna-Lena Grönefeld [8] Demi Schuurs [8] | 7-5, 6-2      |

### Día 5 (31 de octubre)
| Dobles - round robin     | Samantha Stosur [7] Shuai Zhang [7] | Barbora Krejčíková [6] Kateřina Siniaková [6] | 6-3, 7-6(9-7)    |
| Individual - round robin | Ashleigh Barty [1]                  | Petra Kvitová [6]                             | 6-4, 6-2         |
| Individual - round robin | Belinda Bencic [7]                  | Kiki Bertens [Alt]                            | 7-5, 1-0, ret    |
| Dobles - round robin     | Gabriela Dabrowski [4] Yifan Xu [4] | Su-Wei Hsieh [2] Barbora Strýcová [2]         | 2-6, 6-4, [11-9] |

### Día 6 (1 de noviembre)
| Dobles - round robin     | Tímea Babos [3] Kristina Mladenovic [3]  | Elise Mertens [1] Aryna Sabalenka [1] | 4-6, 6-2, [10-5] |
| Individual - round robin | Elina Svitolina [8]                      | Sofia Kenin [Alt]                     | 7-5, 7-6(12-10)  |
| Individual - round robin | Karolína Plíšková [2]                    | Simona Halep [5]                      | 6-0, 2-6, 6-4    |
| Dobles - round robin     | Anna-Lena Grönefeld [8] Demi Schuurs [8] | Hao-Ching Chan [5] Yung-Jan Chan [5]  | 6-2, 6-4         |

### Día 7 (2 de noviembre)
| Dobles - Semifinales     | Tímea Babos [3] Kristina Mladenovic [3] | Samantha Stosur [7] Shuai Zhang [7]      | 1-6, 6-4, [10-8]    |
| Individual - Semifinales | Elina Svitolina [8]                     | Belinda Bencic [7]                       | 5-7, 6-3, 4-1, ret. |
| Individual - Semifinales | Ashleigh Barty [1]                      | Karolína Plíšková [2]                    | 4-6, 6-2, 6-3       |
| Dobles - Semifinales     | Su-Wei Hsieh [2] Barbora Strýcová [2]   | Anna-Lena Grönefeld [8] Demi Schuurs [8] | 6-1, 6-2            |

### Día 8 (3 de noviembre)
| Dobles - Final     | Tímea Babos [3] Kristina Mladenovic [3] | Su-Wei Hsieh [2] Barbora Strýcová [2] | 6-1, 6-3 |
| Individual - Final | Ashleigh Barty [1]                      | Elina Svitolina [8]                   | 6-4, 6-3 |

## Finales

### Individuales
| Fecha          | Partido        | Partido | Partido         | Resultado |
| -------------- | -------------- | ------- | --------------- | --------- |
| 3 de noviembre | Ashleigh Barty | 2-0     | Elina Svitolina | 6-4, 6-3  |

### Dobles
| Fecha          | Partido                         | Partido | Partido                       | Resultado |
| -------------- | ------------------------------- | ------- | ----------------------------- | --------- |
| 3 de noviembre | Tímea Babos Kristina Mladenovic | 2-0     | Su-Wei Hsieh Barbora Strýcová | 6-1, 6-3  |